# Waltensburg
Waltensburg (ufficialmente Waltensburg/Vuorz, in cui Waltensburg è la denominazione in tedesco, unica ufficiale fino al 1943, e Vuorz  quella in romancio) è una frazione di 325 abitanti del comune svizzero di Brigels, nella regione Surselva (Canton Grigioni).

## Storia

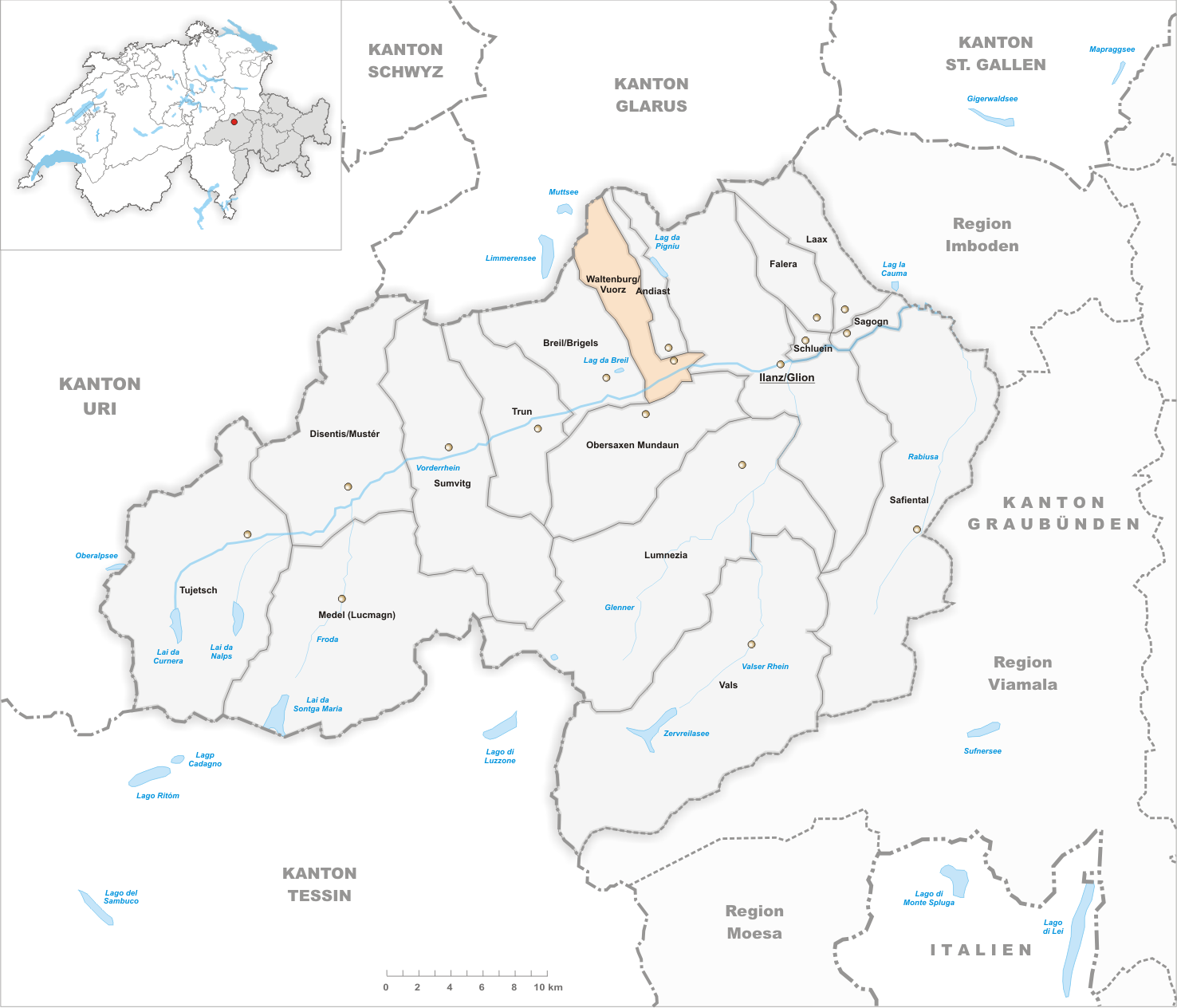
Il territorio del comune di Waltensburg prima degli accorpamenti comunali del 2018

Già comune autonomo che si estendeva per 32,31 km², il 1° gennaio 2018 è stato aggregato al comune di Brigels assieme all'altro comune soppresso di Andiast.

## Monumenti e luoghi d'interesse
- Chiesa riformata di San Leodegario, attestata dal 1241, con affreschi gotici (1330-1450 circa) del cosiddetto Maestro di Waltensburg[1];
- Rovine della fortezza di Jörgenberg (o di Munt Son Gieri), attestata dal 765, con la chiesa di San Giorgio (attesta dal IX secolo), campanile (XI secolo), torre di abitazione, ricostruita dal 1351, e palazzo residenziale[3];
- Rovine della fortezza di Grünenfels (o di Chischlatsch), attestata dal XIII secolo[1];
- Rovine della fortezza di Kropfenstein, costruita nel XIV e abbandonata dopo il 1450[4].

## Società

### Evoluzione demografica
L'evoluzione demografica è riportata nella seguente tabella:
Abitanti censiti

### Lingue e dialetti
La maggioranza della popolazione parla la lingua romancia.

### Religione
Waltensburg è l'unica località della regione Surselva a maggioranza riformata.